# Albert Venn
Albert H. Venn (Marshall, Michigan, 24 de setembro de 1867 – Topeka, Kansas, 6 de agosto de 1908) foi um jogador de lacrosse norte-americano. Venn era membro da St. Louis Amateur Athletic Association na qual conquistou a medalha de prata nos Jogos Olímpicos de Verão de 1904 em Saint Louis.